# Best Peak
Der Best Peak ist ein rund 600 m hoher Berg an der Nordküste Südgeorgiens. Er ragt südwestlich des Illusion Point am Westufer der Fortuna Bay auf.
Der Name des Bergs ist erstmals auf einer Landkarte der britischen Admiralität aus dem Jahr 1931 zu finden. Der Benennungshintergrund ist nicht überliefert.